# Aegoprepes
Aegoprepes is een kevergeslacht uit de familie van de boktorren (Cerambycidae). De wetenschappelijke naam van het geslacht werd voor het eerst geldig gepubliceerd in 1871 door Pascoe.

## Soorten
Aegoprepes omvat de volgende soorten:
- Aegoprepes affinis Breuning, 1948
- Aegoprepes antennator Pascoe, 1871